# Lokalisierung (Softwareentwicklung)
Lokalisierung steht in der Softwareentwicklung für die Anpassung von Inhalten (z. B. Websites), Prozessen, Produkten und insbesondere Computerprogrammen (Software) an die in einem bestimmten geographisch oder ethnisch umschriebenen Absatz- oder Nutzungsgebiet (Land, Region oder ethnische Gruppe) vorherrschenden lokalen sprachlichen und kulturellen Gegebenheiten.
Das englische Wort für Lokalisierung ist localization (amerikanisches/britisches Englisch) bzw. localisation (britisches Englisch) und wird in der Softwareentwicklung oft mit dem Numeronym l10n oder L10n abgekürzt. Die 10 ist die Anzahl der ausgelassenen Buchstaben. (Vergleiche i18n für internationalization bzw. internationalisation.)

## Arbeitsschritte
Bei der Softwareentwicklung umfasst die Lokalisierung in erster Linie die Übersetzung des Softwareproduktes in eine andere Sprache. Die im Rahmen der Software-Lokalisierung erforderlichen Übersetzungen werden meist mit spezialisierten CAT-Programmen bearbeitet. Daneben sind aber auch Datums-, Zeit-, Währungs- und Temperaturangaben sowie Maßeinheiten und Umrechnungsgrößen betroffen. Von entscheidender Bedeutung ist auch die Anpassung des Produktes und der Produktdokumentation an die am Nutzungsort geltenden Rechtsvorschriften. Ferner müssen audiovisuelle Anpassungen (etwa mit Rücksicht auf den landestypischen Musikgeschmack) vorgenommen werden. Dazu zählt auch die Anpassung von Farbpaletten, Schriftarten und Zeichensätzen, Audio- und Sprachausgaben sowie Bildern (z. B. Flaggen). Gerade bei der Verwendung von Grafiken ist oft eine Anpassung an die geografischen und kulturellen Gegebenheiten und die besonderen Gepflogenheiten und Vorlieben der jeweiligen Nutzer wichtig.
Als Vorbedingung für die Lokalisierung von Software muss im Planungsprozess bereits die Internationalisierung eingeplant und softwaretechnisch vorbereitet werden. Geschieht dies nicht, so ist eine nachträgliche Anpassung bzw. Lokalisierung mit erhöhtem Zeit- und Kostenaufwand verbunden.
Auch Grafiken einer Hilfedatei werden lokalisiert. Dies geschieht, indem man die Testsoftware auf einem „sauberen System“ aufsetzt und per Screenshot die Grafiken in der jeweiligen Sprache nachstellt. Diese Grafiken werden dann in die Hilfe eingefügt, damit der Benutzer die Hilfegrafik in der entsprechenden Sprache vorfindet.

## Markt und Anbieter
Viele Softwarehersteller, deren Produkte international verkauft werden, entwickeln internationalisierte Software.
Die im Anschluss an die Internationalisierung notwendige Softwarelokalisierung erfolgt in einem Teil der Unternehmen durch eigene Abteilungen, wird aber zu einem großen Teil an darauf spezialisierte Unternehmen ausgelagert. Der Markt der Unternehmen, die Softwarelokalisierung anbieten, ist sehr unübersichtlich. Unternehmen aller Größenordnungen (LSP = Language Service Provider) bieten zum Teil nur Übersetzungsleistungen an, zum Teil alle für die Lokalisierung erforderlichen Arbeitsschritte. Ein Teil der Unternehmen bietet lediglich die Lokalisierung in eine Sprache an (SLV = Single Language Vendor), ein Teil der Unternehmen übernimmt die Koordination in mehrere Sprachen (MLV = Multi Language Vendor). Weiterführende Informationen zu Marktteilnehmern gibt es bei der Globalization and Localization Association und der Localization Industry Standards Association (siehe Weblinks).

## Lokalisierungstools
Lokalisierungstools sind Programme, die den Benutzer bei der Software-Lokalisierung unterstützen. Grundlegende Schritte sind dabei das Extrahieren der Texte aus einer Software (Quelldatei), das Bearbeiten der Texte durch den Übersetzer und das Erzeugen einer lokalisierten Version (Zieldatei). Wenn eine neue Version der Quelldatei entwickelt wurde, erkennt das Lokalisierungstool die neu hinzugekommenen Texte, so dass der Übersetzer nur noch diese übersetzen muss.
Zusätzliche Funktionen, wie das automatische Finden vorhandener Übersetzungen, Export zu anderen Übersetzungstools (z. B. Übersetzungsspeicher, Dialogeditoren zur Anpassung des Layouts und Prüfungen auf Übersetzungsfehler) werden mittlerweile von den meisten Tools angeboten.
Eine Auswahl der am Markt verfügbaren Tools findet sich zum Beispiel im Artikel zur computerunterstützten Übersetzung.